# Számviteli törvény
Magyarországon a számviteli tevékenységeket a számvitelről szóló 2000. évi C. törvény szabályozza.
A preambuluma szerint: „A piacgazdaság működéséhez nélkülözhetetlen, hogy a piac szereplői számára hozzáférhetően, döntéseik megalapozása érdekében mind a vállalkozók, mind a nem nyereségorientált szervezetek, valamint az egyéb gazdálkodást folytató szervezetek vagyoni, pénzügyi és jövedelmi helyzetéről és azok alakulásáról objektív információk álljanak rendelkezésre.
E törvény olyan számviteli szabályokat rögzít, amelyek összhangban állnak az Európai Közösségnek e jogterületre vonatkozó irányelveivel, figyelemmel vannak a nemzetközi számviteli elvekre, és amelyek alapján megbízható és valós összképet biztosító tájékoztatás nyújtható e törvény hatálya alá tartozók jövedelemtermelő képességéről, vagyonáról, vagyonának alakulásáról, pénzügyi helyzetéről és jövőbeli terveiről.”
Meghatározza „a hatálya alá tartozók beszámolási és könyvvezetési kötelezettségét, a beszámoló összeállítása, a könyvek vezetése során érvényesítendő elveket, az azokra épített szabályokat, valamint a nyilvánosságra hozatalra, a közzétételre és a könyvvizsgálatra vonatkozó követelményeket”.
A beszámolási kötelezettséget helyezi előtérbe, végtermék szabályozásra épül.
A piaci szereplők és az egyéb érdekhordozók prioritásának a meghatározása is alapvető feladata.

## A törvény hatálya
A törvény hatálya alá tartoznak a következő gazdálkodók: vállalkozó, az államháztartás szervezetei, az egyéb szervezet, a Magyar Nemzeti Bank, továbbá az általuk, illetve a természetes személy által alapított egészségügyi, szociális és oktatási intézmény.
A törvény hatálya nem terjed ki az egyéni vállalkozóra, a polgári jogi társaságra, az építőközösségre, továbbá a külföldi székhelyű vállalkozás magyarországi kereskedelmi képviseletére, valamint arra a jogi személyiség nélküli gazdasági társaságra (közkereseti társaság, betéti társaság) és korlátlan mögöttes felelősséggel működő egyéni cégre, amely az üzleti évben (az adóévben) nyilvántartásait az egyszerűsített vállalkozói adóról szóló, illetve a kisadózó vállalkozások tételes adójáról (kata) és a kisvállalati adóról (kiva) szóló törvény előírásai szerint vezeti.

## A törvény tagolása
- I. Fejezet: Általános rendelkezések
  - A törvény célja; A törvény hatálya
- II. Fejezet: Beszámolás és könyvvezetés
  - Beszámolási kötelezettség; Üzleti év; Könyvvezetési kötelezettség; Számviteli alapelvek
- III. Fejezet: Az éves beszámoló
  - Az éves beszámolóra vonatkozó általános szabályok
  - Közbenső mérleg
  - A mérleg tagolása, tételeinek tartalma
  - A mérlegtételek értékelésének általános szabályai
  - Az eszközök bekerülési (beszerzési és előállítási) értéke
  - Az eszközök értékcsökkenése
  - Az eszközök értékvesztése
  - A mérlegben szereplő eszközök és források értékelése
  - Valós értéken történő értékelés
  - A mérlegtételek alátámasztása leltárral
  - Az eredménykimutatás tartalma, tagolása
  - Az eredménykimutatás tételeinek tartalma
  - Üzleti jelentés
- IV. Fejezet: Egyszerűsített éves beszámoló
- V. Fejezet: Egyszerűsített beszámoló
  - Általános szabályok
  - Az egyszerűsített mérleg tagolása, tételeinek tartalma
  - Az egyszerűsített mérleg tételeinek értékelése
  - Az eredménylevezetés tartalma, tagolása
  - Az eredménylevezetés tételeinek tartalma
- VI. Fejezet: Összevont (konszolidált) éves beszámoló
  - Konszolidált éves beszámoló készítési kötelezettség
  - Az összevont (konszolidált) éves beszámoló formája, tartalma
  - Adósságkonszolidálás
  - Ráfordítások és bevételek konszolidálása
  - Társult vállalkozások konszolidálása
  - Konszolidálás miatti társasági adókülönbözet kimutatása
  - Összevont (konszolidált) kiegészítő melléklet
  - Összevont (konszolidált) üzleti jelentés
- VII. Fejezet: Sajátos beszámolási kötelezettségek
  - Előtársasági időszak; Gazdasági társaságok átalakulása; Devizanemek közötti áttérés elszámolási szabályai
- VIII. Fejezet: Számviteli szolgáltatás
- IX. Fejezet: Nyilvánosságra hozatal és közzététel
  - Letétbe helyezés
- X. Fejezet: Könyvvizsgálat
  - A könyvvizsgálat célja, a könyvvizsgálati kötelezettség; Könyvvizsgálói jelentés és a könyvvizsgálói záradék
- XI. Fejezet: Könyvvezetés, bizonylatolás
  - Kettős könyvvitel
  - Az egységes számlakeret
  - Számlarend
  - Egyszeres könyvvitel
  - A könyvviteli rendszerek változtatása
  - Könyvviteli zárlat
  - A bizonylati elv és a bizonylati fegyelem
  - Számviteli bizonylatok
  - Szigorú számadási kötelezettség
  - A bizonylatok megőrzése
- XII. Fejezet: Jogkövetkezmények
- XIII. Fejezet: 171-173. TÖRÖLVE!
- XIV. Fejezet: Záró rendelkezések
  - Hatálybalépés
  - Az Európai Unió jogának való megfelelés
  - A magyar számviteli standardok
  - Átmeneti rendelkezések
  - Felhatalmazás
- Mellékletek
  - 1. sz. melléklet: A mérleg előírt tagolása
  - 2. sz. melléklet: Az eredménykimutatás előírt tagolása (összköltség eljárással)
  - 3. sz. melléklet: Az eredménykimutatás előírt tagolása (forgalmi költség eljárással)
  - 4. sz. melléklet: Az egyszerűsített mérleg előírt tagolása
  - 5. sz. melléklet: Az eredménylevezetés előírt tagolása
  - 6. sz. melléklet: I. Az összevont (konszolidált) mérleg előírt tagolása a következő kiegészítésekkel tér el az 1. számú melléklet "A" változata szerinti mérleg tagolásától; II. Az összevont (konszolidált) eredménykimutatás előírt tagolása a következő kiegészítésekkel tér el a 2. számú melléklet "A" változata szerinti eredménykimutatás tagolásától
  - 7. sz. melléklet: Cash flow-kimutatás